# Landesfeuerwehrverband (Österreich)
Als Landesfeuerwehrverbände (LFV) werden die Organisationen in Österreich bezeichnet, in denen alle Feuerwehren des jeweiligen Bundeslandes Mitglieder sind.
Bis auf den Wiener Landesfeuerwehrverband, der als Verein organisiert ist, sind die Landesfeuerwehrverbände selbständige Körperschaften des öffentlichen Rechts.

## Aufgaben
Während der über den Landesverbänden stehende Bundesfeuerwehrverband (ÖBFV) nur ein freiwilliger Zusammenschluss der Landesverbände auf Vereinsbasis ist, haben die Landesfeuerwehrverbände (außer Wien) das Recht, für jede einzelne Feuerwehr bindende Vorschriften aufzustellen. Das bedeutet, dass Richtlinien des Bundesfeuerwehrverbandes erst wirksam werden, wenn die einzelnen Landesverbände entsprechend der geltenden Landesgesetze sie in ihr Regelwerk übernommen haben. Ein typisches Beispiel ist die Ausbildung 2000, wo sich die Landesverbände erstmals in größerem Rahmen auf gemeinsame Ausbildungsrichtlinien in der Grundausbildung einigten, die jedes einzelne Feuerwehrmitglied betrifft.
Der Landesverband ist die Interessensvertretung der einzelnen Feuerwehren gegenüber der Landesregierung und dem Landtag, der Gesetzgeber in den Feuerwehrbelangen ist.
Weitere Aufgaben der Landesfeuerwehrverbände sind:
- Sicherstellung einer einheitlichen Organisation der Feuerwehren im Bundesland,
- die Dienstaufsicht über die Mitgliedswehren,
- die allgemeinen, aber auch spezielle Ausbildungen der Feuerwehrmitglieder,
- die Organisation von technischen Weiterentwicklungen,
- die Schaffung von sozialen Absicherungen der Feuerwehrmitglieder,
- die Organisation der jeweiligen Katastrophenhilfsdienste,
- die Ehrung verdienter Feuerwehrmitglieder und sonstiger Personen, die sich um die Feuerwehr verdient gemacht haben,
- die Pflege der Zusammenarbeit mit anderen nationalen und internationalen Feuerwehrorganisationen.

Die Geschäftsstelle der meisten Landesfeuerwehrverbände ist das jeweilige Landesfeuerwehrkommando. Auch die Ebenen zwischen den einzelnen Feuerwehren und den Landesfeuerwehrverbänden (z. B. Bezirksfeuerwehrkommandant) sind Teil des Landesfeuerwehrverbandes besetzt, d. h. es gibt zwischen dem Landesfeuerwehrkommandanten und den Kommandanten der einzelnen Feuerwehren nur Kommandostrukturen, aber keine eigenen Körperschaften.
Sitz des Landesfeuerwehrverbandes ist meist auch gleichzeitig der Standort der Feuerwehrschule des Bundeslandes. In der Mehrzahl der Fälle ist er auch der Betreiber der Schulen. Ausnahme ist Niederösterreich. In Wien ist die Feuerwehrschule Teil der Berufsfeuerwehr. Die Landesfeuerwehrverbände sind auch oft Betreiber eines Feuerwehrmuseums, das Auskunft über das Feuerwehrwesen des jeweiligen Bundeslandes gibt. Von den Verbänden werden auch alljährlich die verschiedenen Feuerwehrleistungsbewerbe organisiert und durchgeführt.

## Organisation
Die einzelnen Landesfeuerwehrverbände entstanden bereits bald nach den Gründungen der einzelnen Feuerwehren. Nicht nur auf dem Gebiet des heutigen Österreichs, sondern auch in den Kronländern gab es Verbände, wie die Landesfeuerwehrverbände Böhmen, Mähren-Schlesien. Die Südtiroler Feuerwehren gehörten bis 1918 zum Tiroler Landesverband.
Die Mitglieder der Verbände rekrutieren sich sowohl aus allen Bundesländern als auch aus allen Feuerwehrarten. Im Gegensatz zum Wiener Landesverband haben in allen Landesverbänden die Freiwilligen Feuerwehren die Mehrheit. Zusätzliche Mitglieder sind die Betriebsfeuerwehren.
Das oberste Organ eines Landesfeuerwehrverbandes ist der Landesfeuerwehrkommandant, in Vorarlberg der Landesfeuerwehrinspektor. Dieser und sein Stellvertreter werden je nach Landesgesetz bestellt oder gewählt. Er führt den jeweils höchsten Dienstgrad innerhalb des Bundeslandes, der einem Dienstgrad zwischen dem Generalleutnant und dem General beim Bundesheer entspricht.
Alle Landesfeuerwehrverbände sind Mitglieder des Österreichischen Bundesfeuerwehrverbandes (ÖBFV).
Siehe auch: Geschichte der Feuerwehr in Altösterreich

## Landesfeuerwehrverbände

### Burgenland
- Standort: Eisenstadt
- derzeitiger Landesfeuerwehrkommandant: Franz Kropf (seit 2022)

Der Landesfeuerwehrverband besteht aus 319 Orts- oder Stadtfeuerwehren, 7 Betriebsfeuerwehren. Die sieben Bezirke sind in 44 Feuerwehrabschnitten und zwei Freistädte unterteilt.
Das oberste Organ des burgenländischen Landesfeuerwehrverbandes ist der Landesfeuerwehrkommandant, der von der Landesregierung jeweils ernannt bzw. abberufen wird.
Geschichte
Obwohl bereits die erste burgenländische Feuerwehr im heutigen Sopron im Jahr 1866 gegründet wurde, wurde der Burgenländische Landesverband für Feuerwehr- und Rettungswesen erst 1923 nach dem Anschluss des Bundeslandes an Österreich gegründet.
Die beiden ersten Kommandanten waren der Landeshauptmann Josef Rauhofer (1923–1929) und Karl Unger (1929–1935). Sie trugen den Titel nach dem Vereinsgesetz Verbandsobmann.
Die späteren Landesfeuerwehrkommandanten waren:
- Karl Unger (1935–1937)
- Franz Strobl (1937–1938)
- Heinrich Eigenbauer (1938–1939)

Am 1. April 1940 wurde das burgenländische Landesfeuerwehrkommando aufgelöst und Niederdonau zugeordnet.
- Viktor Horvath sen. (1945–1961)
- Ladislaus Widder (1961–1982)
- Hans Neubauer (1982–1990)
- Manfred Seidl (1990–2009)
- Alois Kögl (2009–2022)[2]
- Franz Kropf (seit 2022)[2]

Im Jahr 2016 wurde eine Befragung der Feuerwehrmitglieder durchgeführt, ob die Kommandanten in Zukunft von unten nach oben jeweils gewählt werden sollten und nicht mehr wie bisher durch offizielle Stellen bestimmt werden. In der Folge wurde ein neues Feuerwehrgesetz beschlossen, das eine Wahl vorsieht.
Das Gesetz vom 17. Oktober 2019 über die Feuer- und Gefahrenpolizei und das Feuerwehrwesen im Burgenland (Bgld. Feuerwehrgesetz 2019 – Bgld. FwG 2019) trat mit 1. Jänner 2020 in Kraft und ersetzt das Bgld. Feuerwehrgesetz 1994.

### Kärnten
Der Kärntner Landesfeuerwehrverband ist der älteste Landesverband Österreichs und wurde 1869 von nur elf Feuerwehren gegründet.
- Standort: Klagenfurt
- Landesfeuerwehrkommandant: Rudolf Robin

Frühere Landeskommandanten waren:
- Ferdinand Jergitsch (1869–1900)
- Josef Berger (1900–1910)
- Chrysant Rainer (1910–1930)
- Hans Koutnig (1931–1939)
- Franz-Xaver Kohla (1939–1945)
- Hans Rogy (1946–1948)
- Franz-Xaver Kohla (1948–1959)
- Anton Morak (1959–1968)
- Peter Gradnitzer (1968–1985)
- Adolf Oberlercher (1985–2002)
- Josef Meschik (2002–2016)

### Niederösterreich
- Standort: Tulln an der Donau
- Gliederung:
  - 21 Feuerwehrbezirke
  - 82 Feuerwehrabschnitte

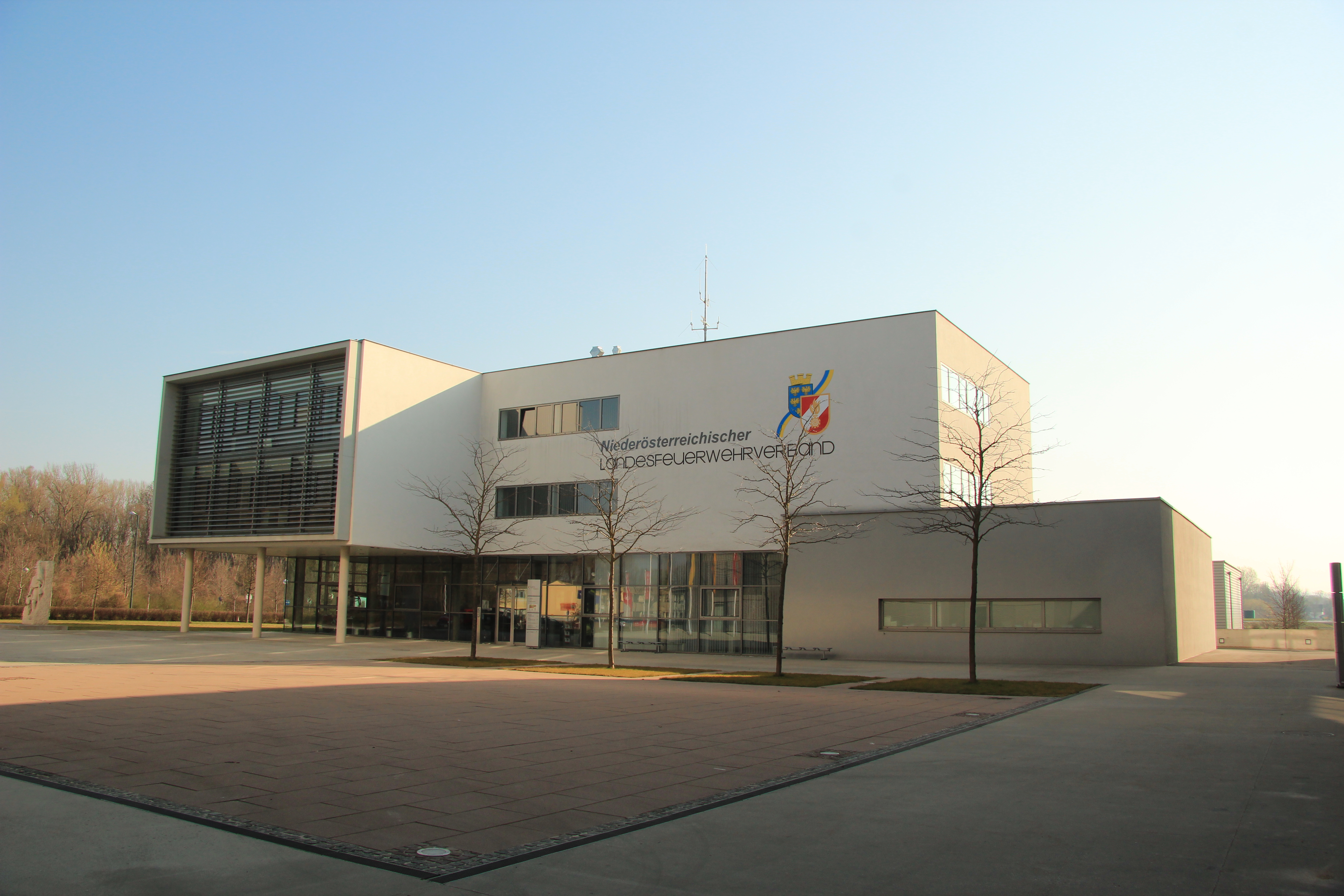
Der neue Standort in Tulln

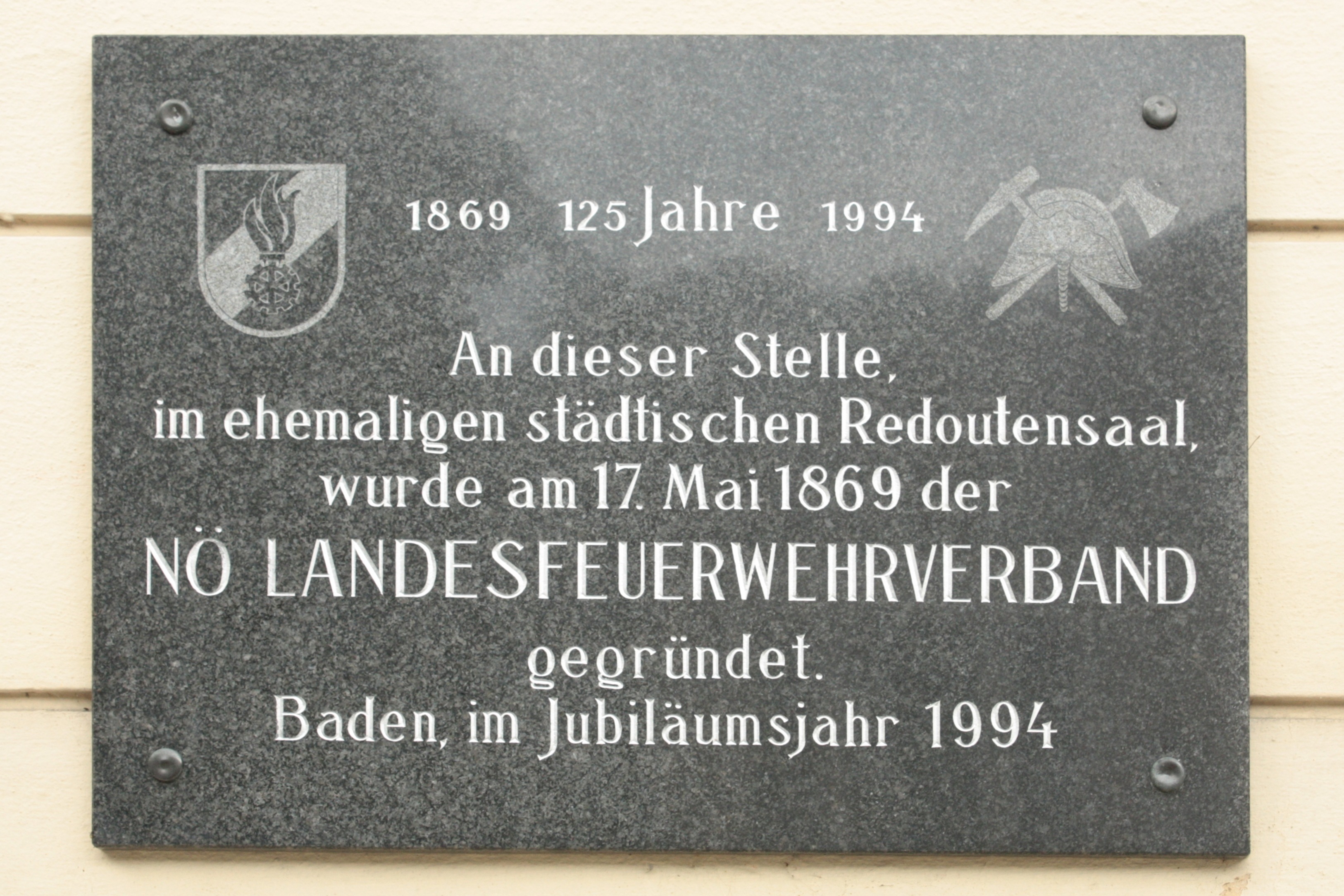
Gründungsgedenktafel in Baden

- Landesfeuerwehrkommandant Dietmar Fahrafellner (FF St. Pölten, seit 2013)

Der frühere Standort des Landesfeuerwehrverbandes war, wie der Sitz der Landesregierung, in der Wiener Bankgasse, einer Nebengasse der Herrengasse. Später war der Sitz in der Stadt Tulln im Minoritenkloster. Der aktuelle Standort ist im neuen Gebäude in der Langenlebarner Straße am Tullner Stadtrand, gemeinsam mit dem NÖ Feuerwehr- und Sicherheitszentrum.

#### Landesfeuerwehrkommandanten von Niederösterreich
- Josef Wedl (FF Wiener Neustadt) (1876–1893)
- Karl Schneck (FF St. Pölten) (1893–1922)
- Karl Jukel (FF Schönau an der Triesting) (1922–1931)
- Ernst Polsterer (FF Enzersdorf an der Fischa) (1931–1939)
- Heinrich Eigenbauer (FF Bad Tatzmannsdorf) (1939)
- Rudolf Handlos (FF Amstetten) (1939–1945)
- Josef Jukel (provisorisch 1945–1946)
- Karl Drexler (FF Möllersdorf) (1947–1959), auch Vizepräsident des ÖBFV
- Ferdinand Heger, (FF Mistelbach) (1959–1976), auch Präsident des ÖBFV
- Sepp Kast (1976–1982) (FF Marchegg), auch Präsident des ÖBFV
- Erwin Nowak (FF Krems an der Donau) (1982–1995), auch Präsident des ÖBFV
- Wilfried Weissgärber (FF St. Pölten) (1995–2006)
- Josef Buchta (FF Rabensburg) (2006–2013), auch Präsident des ÖBFV
- Dietmar Fahrafellner (FF St. Pölten-Stadt) (seit 2013)

Das offizielle Printmedium ist seit 1960 die monatlich erscheinende Zeitschrift Brandaus. Die Vorgänger waren die Mitteilungen des Niederösterreichischen Feuerwehrverbandes, die bereits 1886 erschienen.

### Oberösterreich
- Standort: Linz
- Landesfeuerwehrkommandant: Robert Mayer (seit 2019)[6][7]

Der Landesfeuerwehrverband Oberösterreich wurde 1869 gegründet, der erste Landesfeuerwehrkommandant wurde erst 1873 ernannt. Die Funktion bekleidete August Göllerich von der Feuerwehr Wels. Die Bezirksverbände gab es erst ab 1885.
Die nachfolgende Liste bietet eine Übersicht über die jeweils amtierenden ranghöchsten Funktionsträger des Feuerwehrwesens in Oberösterreich. Wenngleich einige Personen aufgrund der politischen Entwicklungen nicht immer als Landesfeuerwehrkommandant bezeichnet wurden, deren korrekte Bezeichnung ist der Spalte Funktionsbezeichnung zu entnehmen.
| Vorsitzender (zugehörige Feuerwehr)                         | Lebensdaten                            | Funktionsbezeichnung                                            | Amtszeit                            |
| ----------------------------------------------------------- | -------------------------------------- | --------------------------------------------------------------- | ----------------------------------- |
| August Göllerich (FF Wels)                                  | * 2. Juli 1819 † 23. August 1883       | Obmann des OÖ. Feuerwehrverbandes                               | 1869 – 1883                         |
| Johann Schauer (FF Wels)                                    | * 26. April 1840 † 1. Juni 1914        | Obmann des OÖ. Feuerwehrverbandes                               | 1884 – 1914                         |
| Rudolf Lampl (FF Linz)                                      | * 11. Oktober 1872 † 24. Juni 1948     | Obmann des OÖ. Landesverbandes für Feuerwehr- und Rettungswesen | 1914 – 1926                         |
| Fritz Heiserer (FF Linz)                                    | * 4. Juni 1887 † 20. Jänner 1960       | Obmann des OÖ. Landesverbandes für Feuerwehr- und Rettungswesen | 1927 – 1934                         |
| Sepp Pointner (FF Handenberg)                               | * 24. April 1870 † 2. September 1962   | Landeswehrführer des OÖ. Feuerwehrverbandes                     | 1934 – 1939                         |
| Ludwig Bergthaller (FF Wels)                                | * 4. Mai 1886 † 4. September 1979      | Bezirkswehrführer der Feuerwehren von Oberdonau                 | 1939 – 1942                         |
| Sepp Klimann                                                | * 2. Juni 1900 † unbekannt             | Oberstleutnant der Schutzpolizei                                | 1942 – 1945                         |
| Franz Krajanek                                              | * 30. Oktober 1901 † unbekannt         | Landes-Feuerwehrkommandant                                      | 1945 – 1948                         |
| Otto Kalab (FF Kirchdorf an der Krems)                      | * 21. Mai 1892 † 8. März 1960          | Landes-Feuerwehrkommandant                                      | 1948 – 1950                         |
| Franz Hartl (FF Gramastetten)                               | * 15. Oktober 1901 † 15. November 1970 | Landes-Feuerwehrkommandant                                      | 1950 – 1970                         |
| Karl Salcher (FF Reichraming)                               | * 6. März 1929 † 8. Mai 2013           | Landes-Feuerwehrkommandant                                      | 10. Februar 1971 – 11. Oktober 1991 |
| Johann Huber (FF Hub, Gde. St. Marienkirchen bei Schärding) | * 24. Juni 1948                        | Landes-Feuerwehrkommandant                                      | 29. Oktober 1991 – 31. Mai 2011     |
| Wolfgang Kronsteiner (FF Puchenau)                          | * 25. Juni 1955                        | Landes-Feuerwehrkommandant                                      | 1. Juni 2011 – 29. Mai 2019         |
| Robert Mayer (FF Schwanenstadt)                             | * 4. Februar 1970                      | Landes-Feuerwehrkommandant                                      | Ab 29. Mai 2019                     |

### Salzburg
- Standort: Salzburg
- Landesfeuerwehrkommandant: Günter Trinker[8]

#### Frühere Landeskommandanten
- Julius Haagn (1881–1925)
- Anton Gaßner (1925–1931)
- Franz Zauner (1931–1938)
- Karl Lorenz (1938–1945)
- Leopold Dachs (1945)
- Oswald Prack (1945–1953)
- Johann Stelzinger (1953–1971)
- Josef Somvi (1972–1978)
- Harald Ribitsch (1978–1996)
- Anton Brandauer (1996–2009)
- Leopold Winter (2009–2019)

Das Salzburger Feuerwehrgesetz 2018 vom 31. Jänner 2018 trat am 1. März 2018 in Kraft. Es löste das Salzburger Feuerwehrgesetz aus 1978 ab.

### Steiermark

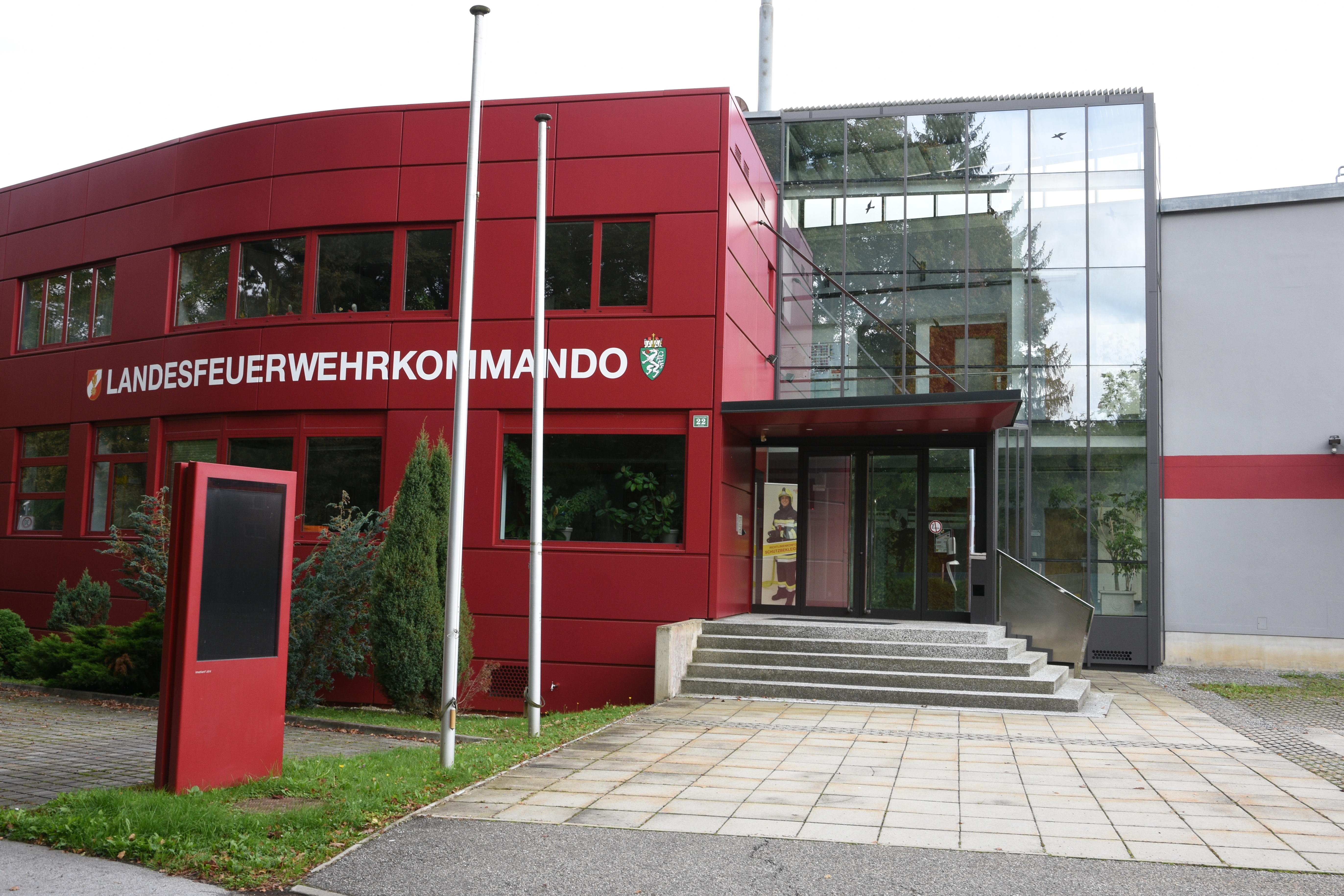
Landesfeuerwehrkommando Steiermark in Lebring-Sankt Margarethen

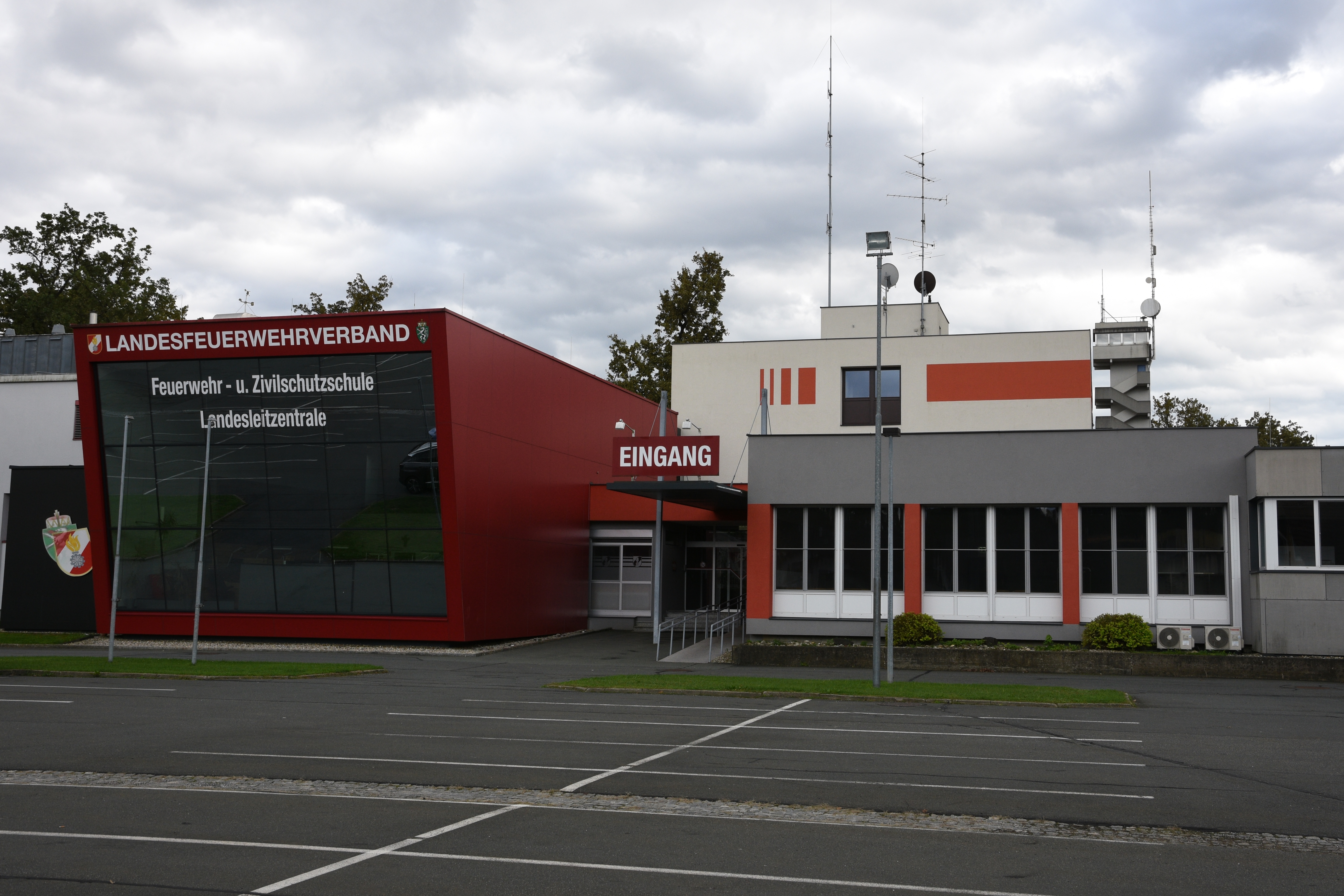
Landesfeuerwehrverband und Landesfeuerwehrschule Steiermark in Lebring-Sankt Margarethen

- Standort: Lebring-Sankt Margarethen
- Landesfeuerwehrkommandant: Reinhard Leichtfried (seit 2018)

Der steirische Gauverband wurde am 19. März 1870 gegründet. Der Sitz war ursprünglich nicht Graz, da die dort gegründete Freiwillige Feuerwehr noch nicht eigenständig war, sondern in Bruck an der Mur, wo auch der erste Landeskommandant, der Bauingenieur Watzko, Kommandant war. Aber bereits im Folgejahr wurde der Sitz in die Landeshauptstadt verlegt. Der neue Landeskommandant Hueber war bereits Kommandant der Berufsfeuerwehr Graz. Mit dem Anschluss im Jahr 1938 musste der Landesfeuerwehrverband aufgelöst werden. Nach dem Krieg wurde er erst im Jahr 1948 neu gegründet.
Unter Landeskommandant Strablegg wurde das Mitteilungsblatt des steirischen Landesfeuerwehrverbandes in die Feuerwehrfachzeitschrift BLAULICHT umgestellt. Im Jahr 1992 wurde der Sitz des Verbandes nach Lebring verlegt, wo sich auch die Landesfeuerwehrschule befindet. In der Steiermark heißen die Bezirksorganisationen Bereichsfeuerwehrverbände.

#### Frühere Landeskommandanten
- Karl Watzka (1870–1871)
- Alois Hueber (1871–1918)
- Theophil Qurin (1918–1938)
- Ernst Pichler (1938–1939)
- Hans Malissa (1948–1957)
- Hans Plass (1957–1959)
- Edmund Edelsbrunner (1959–1966)
- Josef Prugger (1966–1976)
- Karl Strablegg (1976–1996)
- Georg Ferstl (1996–2000)
- Bernhard Krugfahrt (2000–2001)
- Franz Hauptmann (2001–2006)
- Albert Kern (2006–2018), auch Präsident des ÖBFV

### Tirol
- Standort: Telfs, Florianistraße 1[10]
- Landes-Feuerwehrkommandant: Jakob Unterladstätter (FF Strass)
- Landes-Feuerwehrkommandant-Stv: Hannes Mayr (FF Radfeld)
- Landes-Feuerwehrinspektor: Rene Staudacher (FF Inzing)
- Leiter Landes-Feuerwehrschule: Georg Waldhart (FF Oberhofen)
- Personal Landes-Feuerwehrverband: 35 und 8 Zivildienstleistende

- Gliederung:
  - 9 Bezirke
  - 45 Abschnitte
  - 337 Ortsfeuerwehren
  - 19 Betriebsfeuerwehren
  - 1 Berufsfeuerwehr

Die genannten Feuerwehren weisen mit Stand 31. Dezember 2022 einen Mitgliederstand von 33.155 auf; davon bei der Feuerwehrjugend 1.979.
Der Tiroler Landes-Feuerwehrverband wurde im Jahr 1872 in Lienz gegründet. Als Gründungsmitglieder werden die Freiwilligen Feuerwehren Brixen, Bruneck, Hall, Hopfgarten im Brixental, Innsbruck, Kitzbühel, Kufstein, Lienz, Matrei in Osttirol, Meran, Rattenberg, Reutte, Schwaz und Zell am Ziller genannt.
Landes-Feuerwehrkommandanten seit der Gründung:
- Aegid Pegger (1872–1873)
- Otto Scholz (1873–1889)
- Alois Epp (1890–1896)
- Viktor Baron v. Graff (1896–1922)
- Franz Innerhofer (1923–1936)
- Josef Sailer (1936–1939)
- Viktor Freiherr v. Graff (1939–1945)
- Otto Knitel (1945–1953)
- Anton Orgler (1953–1968)
- Karl Glas (1968–1973)
- Hermann Partl (1973–1993)
- Reinhold Greuter (1993–2003)
- Klaus Erler (2003–2013)
- Peter Hölzl (2013–2022)
- Jakob Unterladstätter (seit 2022)

Landes-Feuerwehrinspektoren seit dessen Einführung:
- Anton Huter (1948–1971)
- Karl Bair (1971–1989)
- Willi Gruber (1989–2004)
- Alfons Gruber (2004–2023)
- Rene Staudacher (seit 2024)

### Vorarlberg
- Standort: Feldkirch-Florianistraße 1
- Landesfeuerwehrinspektor: Herbert Österle
- Verbandsvorsitzender Stellvertreter: Andreas Hosp
- Mitarbeiter: 26

#### Gliederung
4 Bezirke
23 Abschnitte
120 Ortsfeuerwehren
25 Betriebsfeuerwehren

#### Geschichte
Die Gründung des Landesfeuerwehrverbandes Vorarlberg geht auf eine Initiative der Feuerwehr Bludenz zurück. Nachdem die ausgearbeiteten Statuten 1875 unter dem Titel „Gauverband der Vorarlberger Feuerwehren“ von der Statthalterei in Innsbruck genehmigt worden waren, wurde am 11. Juli 1875, bei der ersten Delegiertenversammlung der damalige Bürgermeister von Dornbirn, Johann Georg Waibel, zum ersten Verbandsobmann gewählt. Bis zum Anschluss an das Dritte Reich bestand parallel dazu auch der Gauverband der Bregenzerwälder Feuerwehren.
Frühere Landesfeuerwehrinspektoren waren:
- Viktor Bickel
- Gebhard Sonntag
- Josef Peter
- Leonhard Burtscher
- Josef Mittempergher
- Erwin Wiederin
- Willi Gorbach
- Ulrich Welte
- Hubert Vetter

### Wien
- Standort: Wien, Am Hof

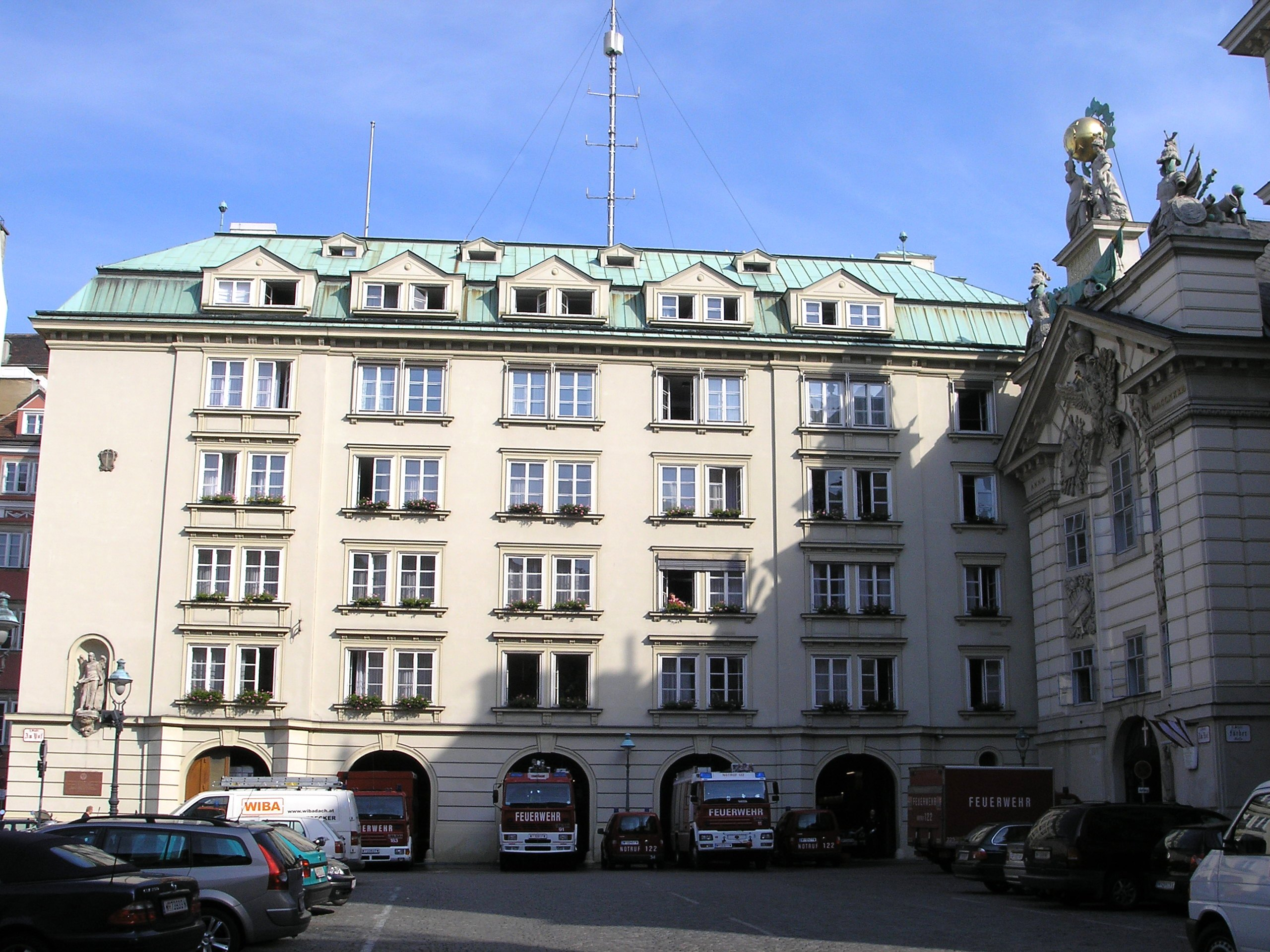
Zentrale am Hof

- Landesfeuerwehrkommandant: Gerald Hillinger

Der Wiener Landesfeuerwehrverband ist ein relativ junger Verband und wurde erst 1966 gegründet. Ihm gehören neben der Berufsfeuerwehr der Landesverband für Betriebsfeuerwehren, in dem alle Betriebsfeuerwehren der Stadt vertreten sind, der Katastrophenhilfsdienst, die Feuerwehrjugend und die Freiwilligen Feuerwehren Breitenlee und Süßenbrunn an. Der Wiener Landesfeuerwehrverband ist als Verein organisiert, dessen Obmann traditionell der Branddirektor der Berufsfeuerwehr Wien ist.
Bisherige Landesfeuerkommandanten waren:
- Friedrich Perner (1987–2009)